# Арабаконашки обир
Арабаконашкият обир е ограбването на турската пощенска кола, пренасяща данъчните постъпления от Орханийско и Тетевенско („царската хазна“), извършено на 22 септември 1872 г. в местността „Пантата“ на Арабаконашкия проход.
Арабаконашкият обир е организиран от Частните революционни комитетити на Вътрешната революционна организация в Тетевен, Етрополе, Орхание (днес Ботевград) и Правец. Инициативата за обира принадлежи на двама видни членове на Тетевенския комитет – председателя чорбаджи хаджи Станьо Врабевски и Петко Милев (Страшника); те я лансират пред Димитър Общи, който я приема. Другият главен подбудител е Тодор Пеев, председателят на Етрополския комитет, който твърди пред Каравелов, че негов е бил планът. Целта е набавяне на парични средства.
Предводител е помощникът на Васил Левски и организационен отговорник на частните комитети в района между Тетевен и София – Димитър Общи. Четата, извършила обира, е съставена от Димитър Общи, Стоян Костов Пандура от Тетевен, Тодор Кръстев – Бръмбара от Тетевен, Лечо Николов Гайдарски – Железаря (ковача) от Тетевен, Марин Павлов от Тетевен, Йото Генков от Тетевен (или Черни Вит, м. Платуница ), Павел Лалов от Крушов дол, Найден Вълков от Крушов дол, Вълю Станчев от Черни Вит, Марин Станчев от Черни Вит, Цако Генчев от Черни Вит, Вълко (Васил) Цолов от Правец, Васил Цвятков от Правец и Атанас Тулов/Тулев (Тако Гложенеца). Само трима от непосредствените извършители са комитетски дейци: Димитър Общи, Стоян Пандура и Лечо Николов Гайдарски. 
В ръцете на съзаклятниците попадат 125 000 гроша, с които се предвижда да бъде закупено оръжие за организацията. Извършителите на обира са разкрити и арестувани.
Арабаконашкият обир има тежки последствия. Полицейското следствие попада в дирите на Вътрешната революционна организация. Започва в Тетевен, продължава в Орхание и завършва в София. Властта предприема масови арести и задържа голям брой членове на организацията в Черни Вит, Гложене, Орхание, Ловеч, Тетевен и селата в региона. Заловен е и организаторът на обира – Димитър Общи. Султанът назначава Софийска извънредна следствена комисия, която да разследва ВРО. По време на разпитите Димитър Общи прави несполучлив опит да формулира политически характер на акцията и да предизвика намесата на Великите сили. Използва „тактиката на множеството“. Прави признания, в които разкрива революционни дейци и частни революционни комитети. Властите вземат мерки и разбиват част от изградената мрежа от частни революционни комитети в района Ловеч-София. С разкритията властта установява самоличността и ролята на Васил Левски. Взема мерки, които водят до неговото залавяне в Къкринското ханче.